# برکلی (ایلینوی)
برکلی (به انگلیسی: Berkeley) یک روستا در ایالات متحده آمریکا است که در شهرستان کوک (ایلینوی) واقع شده‌است. برکلی ۳٫۶۳ کیلومتر مربع مساحت و ۵٬۲۰۹ نفر جمعیت دارد.